# Canastota, New York
Canastota, New York (енгл. Canastota) град је у америчкој савезној држави Њујорк.

## Демографија
По попису из 2010. године број становника је 4.804, што је 379 (8,6%) становника више него 2000. године.
| Група             | 2000.         | 2010.         |
| Белци             | 4.275 (96,6%) | 4.540 (94,5%) |
| Афроамериканци    | 41 (0,9%)     | 46 (1,0%)     |
| Азијати           | 13 (0,3%)     | 26 (0,5%)     |
| Хиспаноамериканци | 50 (1,1%)     | 94 (2,0%)     |
| Укупно            | 4.425         | 4.804         |